# Jacques de Morgan
Jacques Jean Marie de Morgan (Huisseau-sur-Cosson, 1857 – Marsiglia, 1924) è stato un ingegnere, geologo e archeologo francese.

## Biografia
Nacque in una famiglia di estimatori di antichità tanto che anche il fratello Henri divenne archeologo conducendo campagne in Egitto nelle località di El-Mamarya ed El-Adonima, e pur scoprendo importanti resti predinastici risalenti al periodo di Naqada non raggiunse mai la celebrità del fratello Jacques.
Questi si dedicò, con l'appoggio della Francia, agli scavi in Egitto, con particolare riguardo ai complessi piramidali di Dahshur, le cui piramidi del Medio Regno sono ancora conosciute con il nome generico di Piramidi di Morgan.
Nominato nel 1892 responsabile del Servizio di Antichità egizie, De Morgan effettuò l'unica indagine documentata del complesso di Dahshur che iniziò nel 1894 pur lasciando solo scarse notizie in quanto non venne eseguita un'esplorazione sistematica e scientifica ma solo un'affannosa ricerca di reperti.
Nel 1893 scoprì la Mastaba di Mereruka e l'anno successivo iniziò, a Dahshur la campagna di scavi presso il complesso piramidale di Sesostri III ma senza alcun risultato in quanto la piramide era stata già depredata nell'antichità.
Per mera casualità scoprì, nelle mastabe occidentali della Piramide di Amenemhat II, le sepolture delle principesse tra cui Itit e Khnumit, figlie del sovrano e che risultarono inviolate restituendo un corredo funerario composto anche da una trentina di ornamenti di altissima oreficeria e di inestimabile valore.
Dopo questa scoperta, quasi paragonabile per importanza a quella di Howard Carter, la fortuna arrise ancora a De Morgan ed il giorno dopo nelle mastabe della piramide di Sesostri III riportò alla luce anche i corredi funerari delle principesse Sithathor (tomba 9) e Senet Senebetes (tomba 7) che comprendevano monili in oro, argento, e pietre preziose con i nomi di Sesostri II e della principessa Merit.
Nelle vicinanze della piramide di Sesostri III riportò alla luce anche 5 barche sacre in legno di cedro e lunghe 6 metri.
Esplorando successivamente, nel 1895 il complesso piramidale di Amenemhat III scoprì a nord della piramide la tomba del sovrano Hor I nel cui corredo funerario vi era la famosa statua in legno del ka del sovrano.
Sempre a Naqada scoprì nel 1897 la sepoltura della regina Neithotep, consorte di Narmer.
Effettuò anche scavi in Persia e sue sono la scoperta del Codice delle Leggi di Hammurabi e numerose altre, che hanno consentito di arricchire il Museo del Louvre con preziosi reperti.
Lavorò anche in Inghilterra, studiando i megaliti di Stonehenge, India e Caucaso.
Morì nel 1924 e venne ricordato con una grande mostra nel 2007-2008.
Lasciò, tra le sue documentazioni anche 11 carte con disegni e planimetrie di vari siti quali la necropoli di Menfi, Dahshur, Saqqara e Abusir tutte del 1897, in scala 1:5000, raccolte in un rarissimo volume e facenti parte del Fondo Varille oggi dell'Università degli Studi di Milano.
Recentemente la sua più importante scoperta numismatica (gli scavi nella zecca di Wasit) è stata rivalutata ed i ritrovamenti di De Morgan possono essere annoverati, a tutti gli effetti, tra le grandi scoperte archeologiche dell'Egitto.